# Gibárt (keresztnév)
A Gibárt a német Gebhard név régi magyar formája. Jelentése adomány + erős, merész.

## Gyakorisága
Az 1990-es években szórványos név, a 2000-es években nem szerepel a 100 leggyakoribb férfinév között.

## Névnapok
- június 15.[2]
- augusztus 27.[2]